# Dewey Defeats Truman

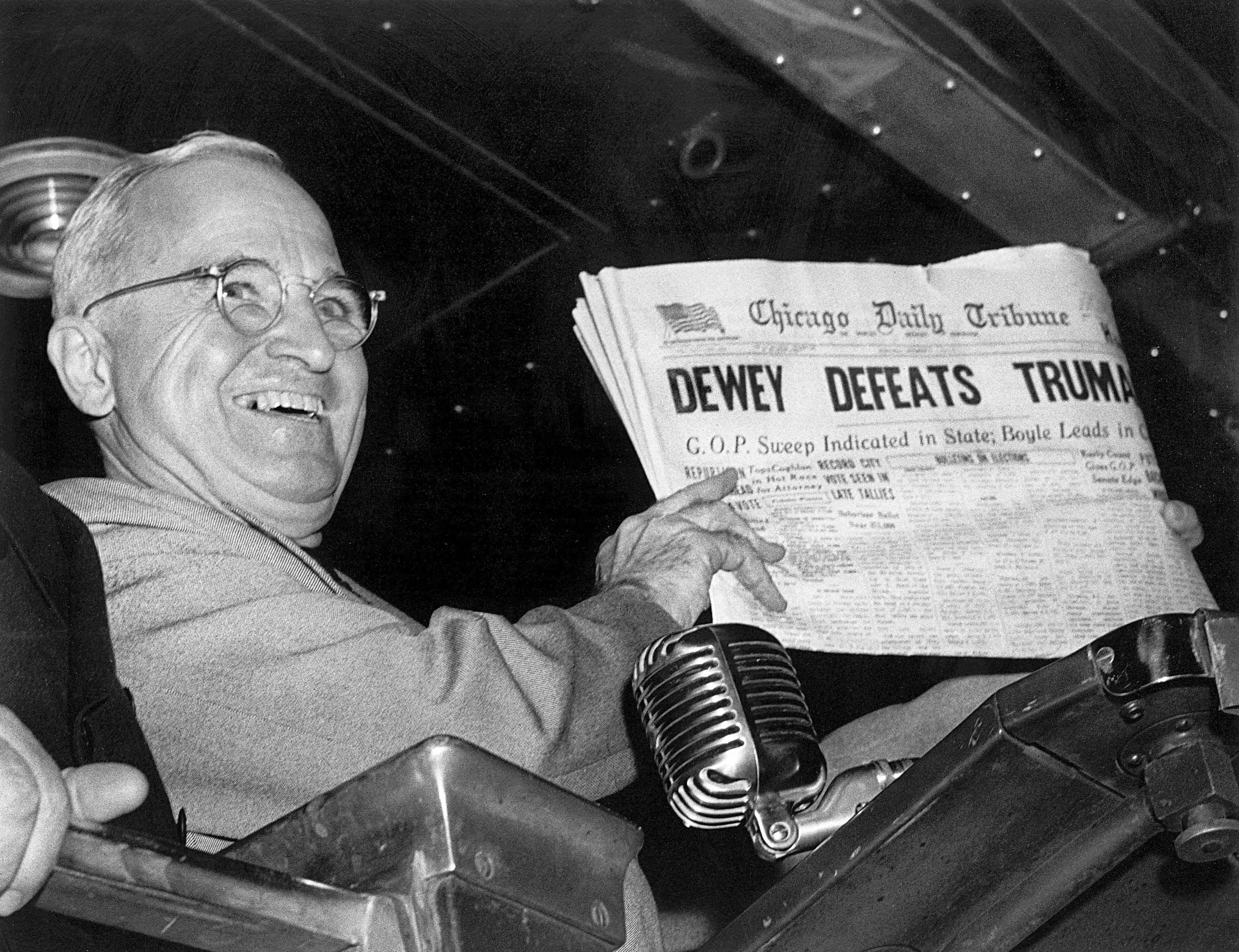
Truman mit der berühmten Ausgabe der Chicago Tribune

Dewey Defeats Truman (deutsch: Dewey besiegt Truman) war eine falsche Schlagzeile auf der Titelseite der ersten gedruckten Exemplare der Chicago Tribune vom 3. November 1948. Präsident Harry S. Truman, dessen Niederlage gegenüber seinem republikanischen Herausforderer Thomas E. Dewey bei der US-Präsidentschaftswahl erwartet worden war, gewann diese Wahl. Nur einige hundert Exemplare der Zeitung waren in die Öffentlichkeit gelangt, bevor die Tribune eine zweite Ausgabe veröffentlichte, in der auf die Nennung eines Siegers verzichtet wurde. Die Schlagzeile ist ein warnendes Beispiel für Journalisten über die Gefahren, mit einer brandneuen Meldung (breaking news) als Erstes herauszukommen, ohne sich über die Genauigkeit im Klaren zu sein. Präsident Truman wurde unter anderem an der St. Louis Union Station fotografiert, wo er belustigt ein Exemplar seines vorzeitigen politischen Nachrufs emporhält.
Die Meldung des Reporters Arthur Sears Henning berichtete weiter darüber, dass die Republikanische Partei die Mehrheit des Repräsentantenhauses und des Senats gewonnen habe. Henning schrieb, Dewey und Warren errangen einen erdrutschartigen Sieg bei den gestrigen Präsidentschaftswahlen. Die ersten Ergebnisse zeigen das republikanische Doppel ziemlich eindeutig vor Truman und Barkley in den westlichen und südlichen Staaten und fügte hinzu, dass es Anzeichen gab, dass die kompletten Ergebnisse ergeben würden, dass Dewey die Präsidentschaft durch eine überwältigende Mehrheit der Wahlmänner gewann. Es stellte sich dann heraus, dass Truman gegenüber Dewey mit 303:189 Wahlmännern gewann und die Demokraten die Kontrolle über beide Kammern des Kongress nach den verlorenen Kongresswahlen 1946 zurückerhielten.
Jahre später nahmen die Herausgeber der Tribune die Blamage mit Humor. Als sich die Ente 1973 zum 25. Mal jährte, plante die Zeitung, Truman eine Plakette mit einer Replik der falschen Schlagzeile zu überreichen. Truman starb jedoch am 26. Dezember 1972, bevor ihm das Geschenk überreicht werden konnte.
Die Tribune war nicht die einzige Zeitung, die mit der Falschmeldung aufwartete. Das Daily Journal of Commerce hatte acht Artikel in seiner Ausgabe vom 3. November, in denen analysiert wurde, was der Wahlsieg von Präsident Dewey für Änderungen bringe. Die über fünf Spalten hinweg gedruckte Schlagzeile lautete „Dewey Victory Seen as Mandate to Open New Era of Government-Business Harmony, Public Confidence“ (Deutsch: Der Sieg Deweys wird als Mandat zur Eröffnung einer neuen Ära der Harmonie zwischen Regierung und Wirtschaft gesehen).

## Rezeption in der populären Kultur
In verschiedenen Werken der populären Kultur wurde das Thema aufgegriffen. Auf dem Cover des Albums Permanent Waves der kanadischen Rockgruppe Rush etwa liegt ein Exemplar der Tribune mit der Schlagzeile „Dewey Defeats Truman“ am linken Bildrand, die Schlagzeile musste jedoch getilgt werden, weil die Chicago Tribune damit nicht einverstanden war. In der Fernsehserie Die Simpsons wird in zwei unterschiedlichen Folgen auf den Vorfall angespielt. Einmal wettete Homer Simpson beim Betrachten einer Dokumentation des History Channels auf den Sieg Deweys, ein anderes Mal hielt Martin Prince eine Zeitung mit der Schlagzeile „Simpson Defeats Prince“, nachdem er die Wahl zum Klassensprecher gewonnen hatte. Die Satire America (The Book) spielt mit dem Gedanken, dass die Chicago Tribune ihre Falschmeldung nicht zurückgenommen hat, sondern weitere vier Jahre Artikel über Deweys Präsidentschaft schrieb, und in einem Roman mit einem alternativen historischen Hintergrund von Harry Turtledove publizierte die Tribune die Schlagzeile „La Follette Beats Dewey“.
In Folge 12 der achten Staffel der amerikanischen Animationsserie Family Guy wird eine Montage des originalen Fotos mit der Überschrift „Stewie defeats Truman“ eingeblendet, während Protagonist Stewie mit dem Gedanken spielt, sich nach seiner vergangenen ersten Niederlage erneut zur Präsidentschaftswahl aufstellen zu lassen.